# Мессе-Берлін
Мессе-Берлін (нім. Messegelände Berlin) — виставковий центр, оператором якого є Messe Berlin GmbH, розташований у західній частині Берліна в районі Шарлоттенбург-Вільмерсдорф.
Крім усталеної назви «Мессе-Берлін», з початку ХХІ сторіччя паралельно використовується новий варіант найменування цього виставкового комплексу — «Берлінський експоцентр» (англ. Berlin ExpoCenter City).

## Історія

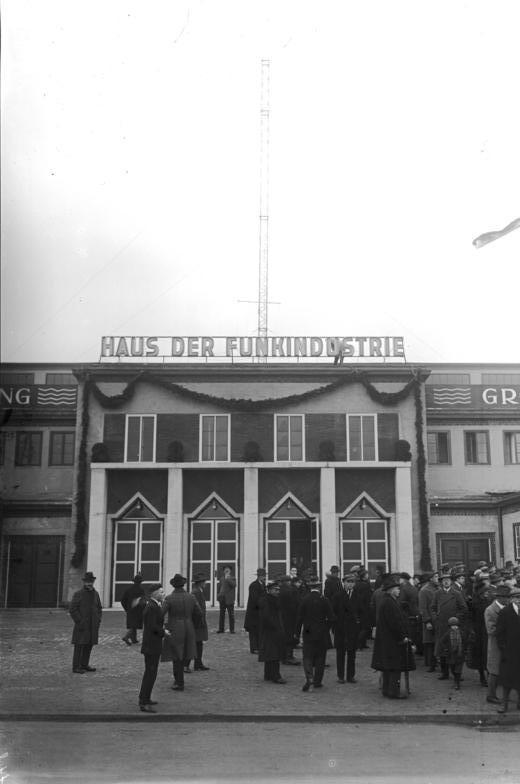
Будівля радіоиндустрії, 1924

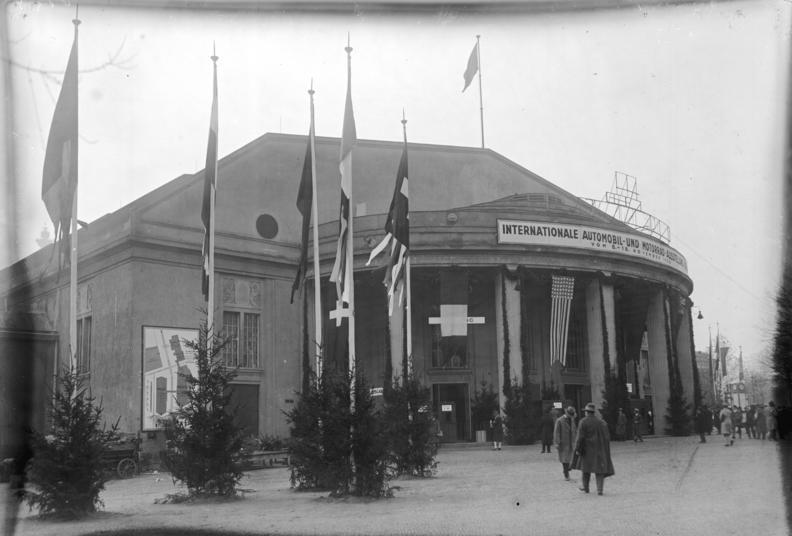
Міжнародний автосалон, 1928

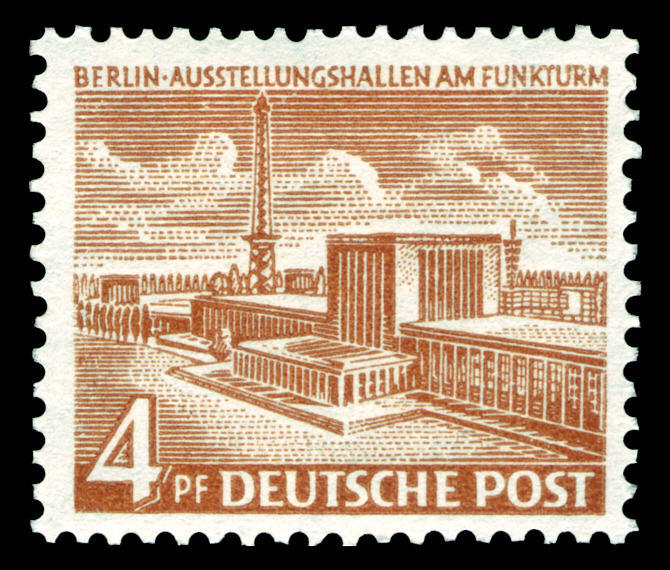
Поштова марка 1954 року з Серія поштових марок «Будівлі Берліну»

Будівництво першого павільйону для автомобільної виставки розпочалося в 1910-ті роки на території Центрального автовокзалу «ZOB», на північ від сучасного виставкового центру «Мес Берлін». 
Завершилося це будівництво в 1914 році, проте через Першу світову війну відкрився цей автосалон тільки у вересні 1921 року, напередодні перших автоперегонів по прилеглій трасі АФУС.
Другий виставковий павільйон для Будинку радіоіндустрії був побудований також на території автовокзалу «ZOB» в 1924 році за проектом архітектора Генріха Штраумера (нім. Heinrich Straumer), автора проекту радіовежі — сталевої споруди, подібної за стилем з паризькою Ейфелевою вежею.
 
Відкриття радіовежі в 1926 році було присвячено третій великій німецькій радіовиставці.
Від пожежі 1935 сильно постраждали як Будинок радіоіндустрії, так і радіовежа. 
Під час Другої світової війни було розбомблено обидва перші виставкові павільйони на території автовокзалу (ZOB)
.
Розроблена архітектором Ріхардом Ермішем структурна основа сучасного виставкового центру була створена в 1937 році і зберіглася до наших днів - вздовж Месседам, Гаммаршельдплац та Мазуреналлеє з примітним павільйоном, де знаходиться північний вхід до виставкового центру
.
До проведення Міжнародного ярмарку побутової електроніки «IFA» 2003 відкрився новий напівкругла будівля південного входу у виставковий комплекс
.

## Сучасний стан

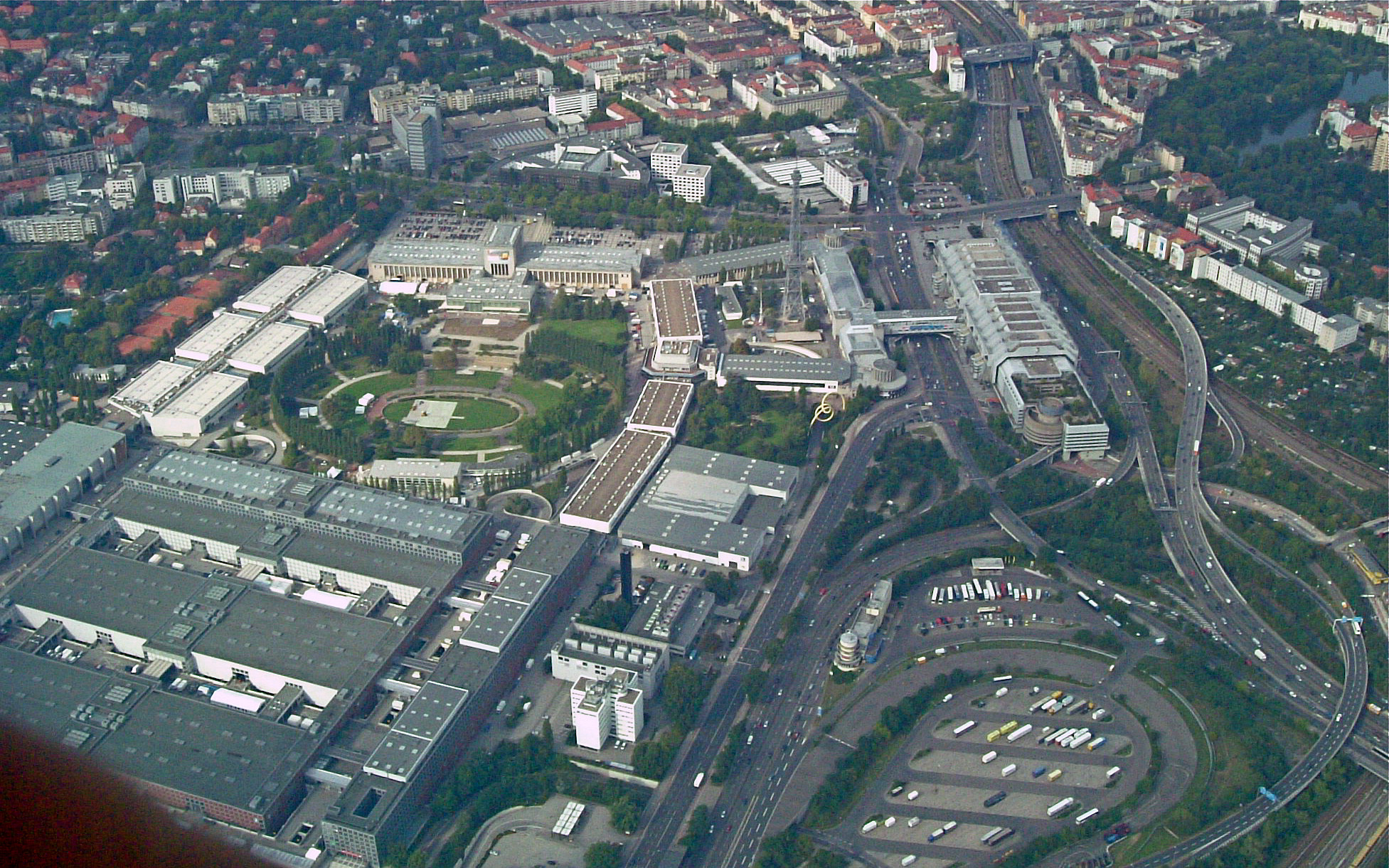
Виставковий комплекс та Берлінський міжнародний конгрес-центр. Аерофотозйомка

Месcе-Берлін — головний вхід у виставковий комплекс

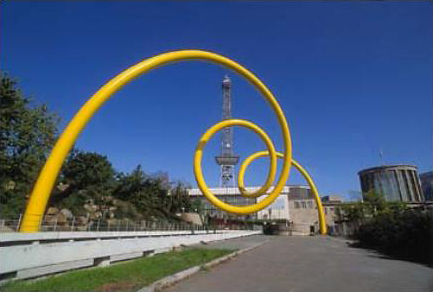
«Петля» (Looping), 1992 рік. Скульптура Урсула Закс біля АФУС

У виставковому комплексі проводиться понад 120 різних заходів на рік та відвідує їх близько 2 мільйонів осіб
.
«Мессе-Берлін» має у своєму складі 26 виставкових залів площею приблизно 160 000 м². 
Крім цього, до складу комплексу входять 100 000 м² відкритих виставкових площ, а також центр обслуговування експонентів, різноманітні гастрономічні заклади, конференц-зали та офіси. 
Загальна площа комплексу становить близько 550 000 м²
.
Виставковий центр має декілька входів на свою територію, з них чотири головні — північний, східний, південний та західний, що дозволяють ефективно спрямовувати потік відвідувачів.
З різних павільйонів легко потрапити в літній сад (нім. Sommergarten) — озеленений відкритий простір площею 10 000 м² у центрі виставкового комплексу.
Будинки, збудовані у 1930-ті та 1950-ті роки, знаходяться під охороною держави як історичні пам'ятки архітектури Берліна
.
Міжнародний конгрес-центр (ICC), сполучений спеціальним переходом з виставковим комплексом, надає свої зали для офіційних церемоній відкриття міжнародних виставок, для різноманітних прес-конференцій, круглих столів тощо.
«Мессе-Берлін» має свої представництва у 85 країнах світу на п'яти континентах, що дозволяє учасникам виставки за необхідності легко зв'язатися зі співробітниками у себе на батьківщині
.
Щороку події, що відбуваються у центрі «Мессе-Берлін», висвітлюють у своїх репортажах понад 28 тисяч журналістів із різних країн світу
.
Розширення кількості країн-учасниць різних заходів вимагало нових виставкових площ. 
В 2011 році на території, що прилягає до аеропорту Берлін-Бранденбург, розпочалося будівництво Берлінського експоцентру «Аеропорт»
.

## Заходи
До найважливіших заходів

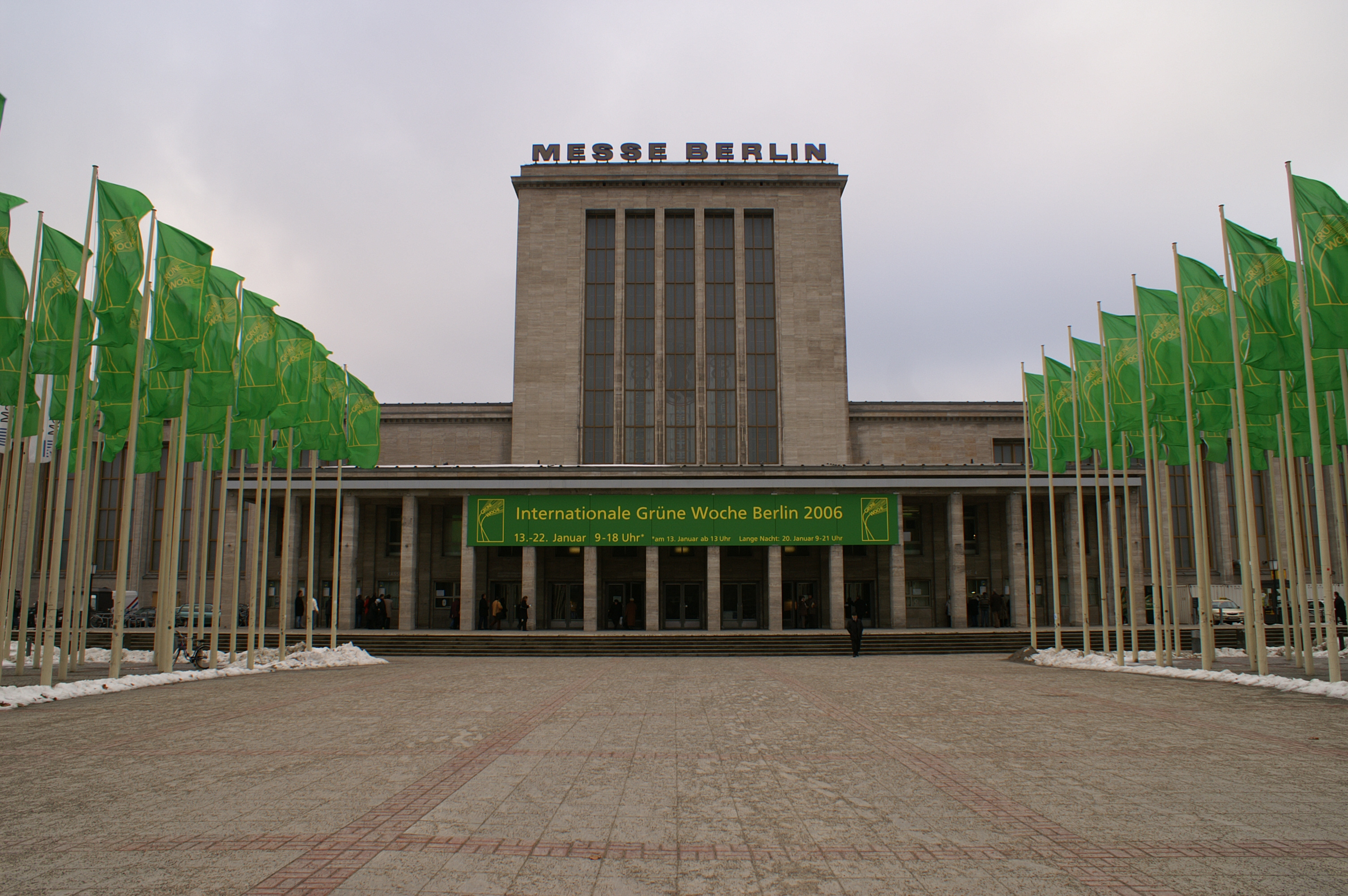
Міжнародний зелений тиждень у Берліні. Північний вхід

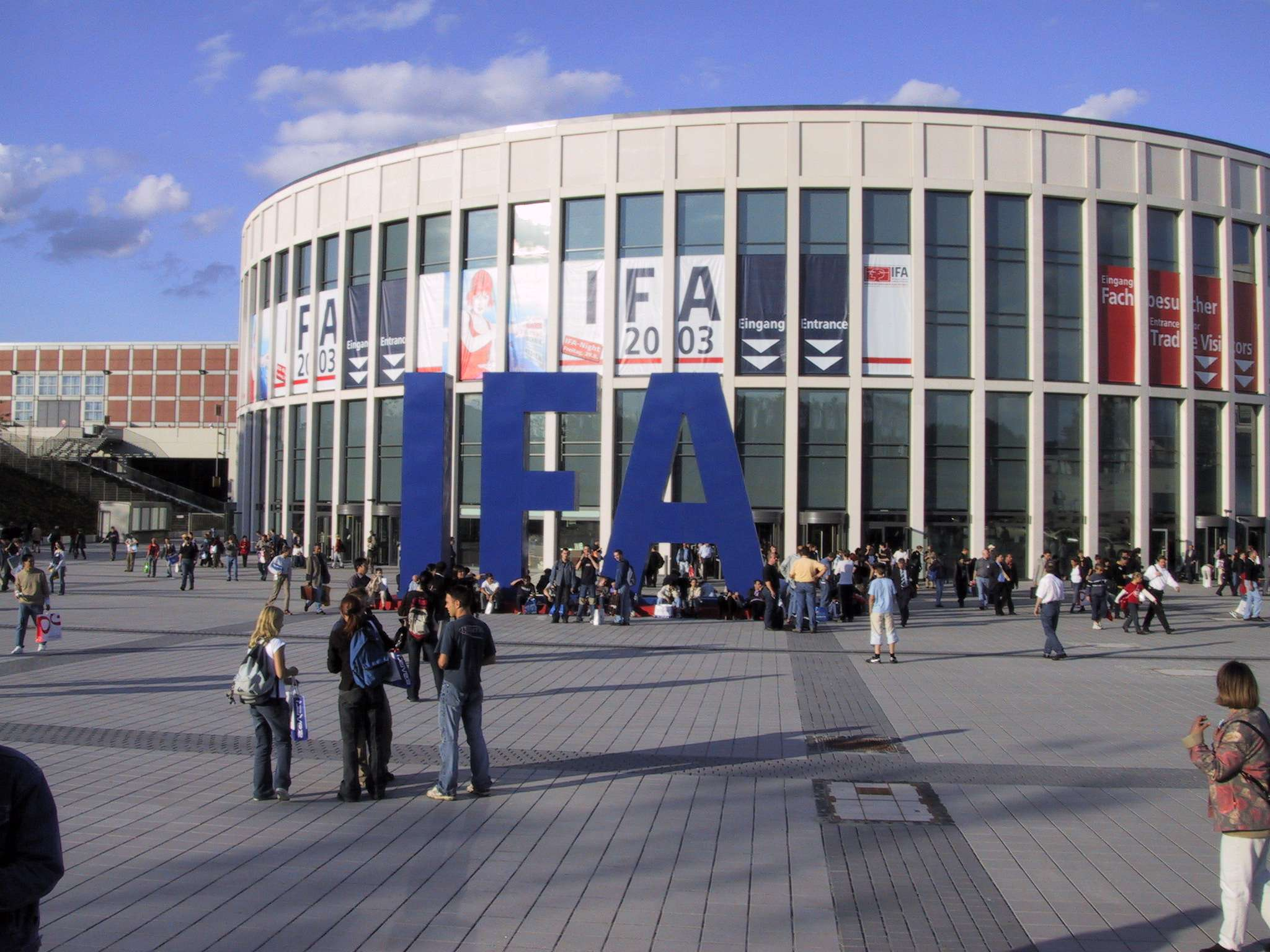
Міжнародний ярмарок IFA Берлін. Південний вхід

у комплексі «Мессе-Берлін» відносять виставки міжнародного рівня:
- Міжнародний зелений тиждень у Берліні[en]
- Міжнародна туристська біржа «ITB Berlin[en]»
- Берлінська міжнародна радіовиставка (нім. Internationale Funkausstellung «IFA»)
- Молодіжний ярмарок (нім. Jugendmesse «YOU»)
- Ярмарок транспортної техніки та транспортних мереж (нім. Messe für Verkehrstechnik und Fahrzeugsysteme «InnoTrans»)
- Міжнародна спеціалізована будівельна виставка bautec (нім. Internationale Fachmesse für Bauen und Gebäudetechnik)[13]
- Виставка сучасного мистецтва (нім. JArt Forum Berlin)
- Міжнародний ярмарок плодоовочевої торгівлі (нім. Internationale Messe für Frucht- und Gemüsehandel «Fruit Logistica»)

## Транспортне сполучення
Навпроти північного входу у виставковий комплекс, на протилежному боці Мазуреналлеї знаходиться Центральний автовокзал «ZOB» для автобусів далекого прямування та приміських маршрутів. Поблизу «Мессе-Берлін» проходять лінії Берлінської міської електрички «S-Bahn», Берлінського метрополітену «U-Bahn» та міських автобусних маршрутів.
Для персонального автотранспорту виставковий комплекс надає 12 000 місць індивідуального паркування. Учасники масштабних виставок та ярмарків додатково можуть користуватися також парковками Олімпійського стадіону, звідки до виставкового центру ходять спеціальні автобуси-човники. Зручне пряме транспортне сполучення передбачено між «Мес Берлін» та експоцентром «Аеропорт», а також новим аеропортом
.